# Renault-Nissan-Mitsubishi
Renault-Nissan-Mitsubishi (voorheen Renault-Nissan) is een alliantie van de twee zelfstandige bedrijven Renault en Nissan Motor. De overeenkomst werd op 27 maart 1999 in Tokio ondertekend door Louis Schweitzer en Yoshikazu Hanawa na een periode van financiële moeilijkheden voor Nissan, waardoor Renault de kans kreeg om een deel van de Nissan-groep te kopen en Carlos Ghosn aan het te stellen met het doel het bedrijf te herstructureren. Drie jaar later, op 28 maart 2002, werd een Nederlandse B.V. opgericht, Renault-Nissan B.V., om een gemeenschappelijke strategie en synergieën te ontwikkelen.
In 2011 werd Renault-Nissan 's werelds derde grootste autogroep, na General Motors en Volkswagen AG. De nieuwe Renault-Nissan-Mitsubishi-alliantie, die regelmatig tot de vier beste in de wereld behoort qua verkopen, bereikte de eerste helft van 2017, de eerste plaats voor Volkswagen AG, Toyota en GM.

## Merken
Tot Renault-Nissan-Mitsubishi behoren:
- de Renault-groep met
  - Renault
  - Alpine
  - Dacia
  - Gordini
  - Mobilize
  - Renault Sport
  - Renault Samsung
  - Renault Trucks
- de Nissan-groep met
  - Nissan
  - Infiniti
  - Datsun
  - Prince (niet meer in gebruik)
- Mitsubishi Motors met
  - Mitsubishi
  - Mitsubishi Fuso

## Aandelen
De alliantie is verbonden door een aandelenruil. Renault heeft de meerderheid van de aandelen in de alliantie.
- Renault: 15% Nissan (via Nissan Finance Co. Ltd.), 15,01% Franse staat, 3,09% werknemers, 0,98% treasury stock, 3,10% Daimler AG en 62,82% verschillende eigenaren
- Dacia: 99,4% Renault en 0,6% verschillende eigenaren
- Renault Samsung: 80,1% Renault en 19,9% Samsung
- Nissan Motors: 44,3% Renault
- Mitsubishi Motors: 34% Nissan

## Gemeenschappelijke ontwikkelingen
Naast een gemeenschappelijke platformstrategie en gezamenlijk ontwikkelde motoren en componenten, zijn er ook modellen die het resultaat zijn van badge-engineering, zoals de Renault Kangoo (= Nissan Kubistar) of de minibusjes (in samenwerking met Opel): Renault Trafic (= Nissan Primastar) en Renault Master (= Nissan Interstar).

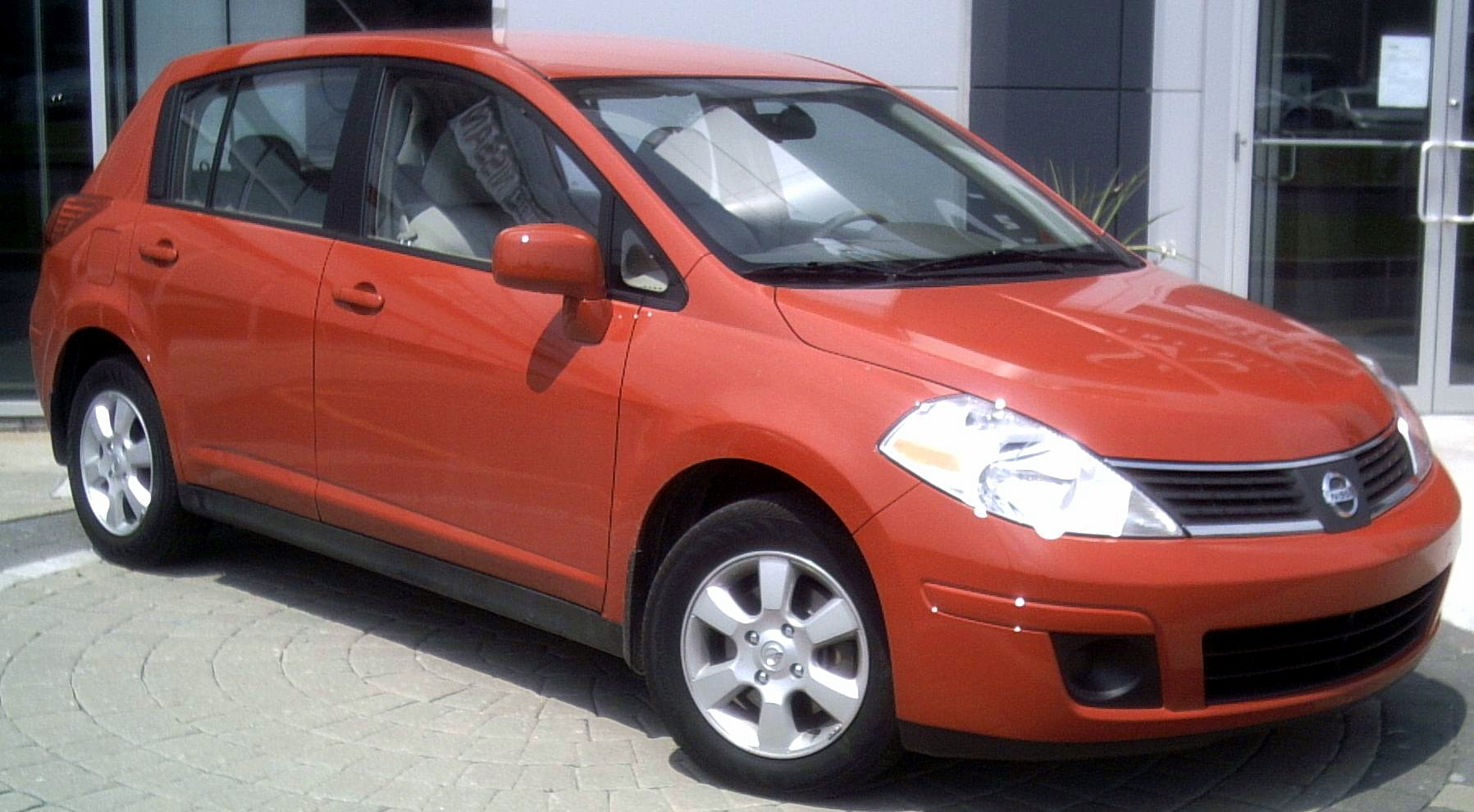
Op het B-platform: Nissan Tiida/Versa
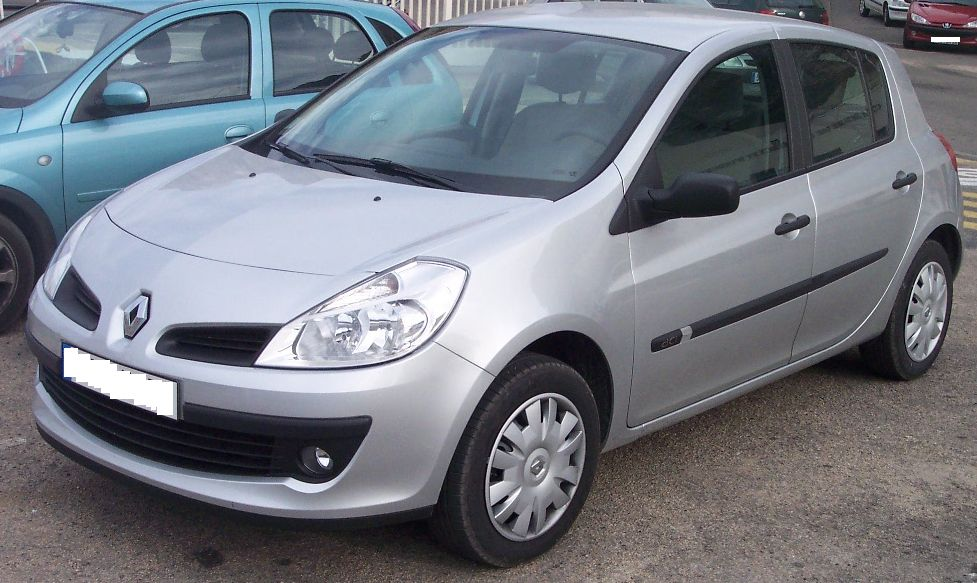
Op het B-platform: Renault Clio III
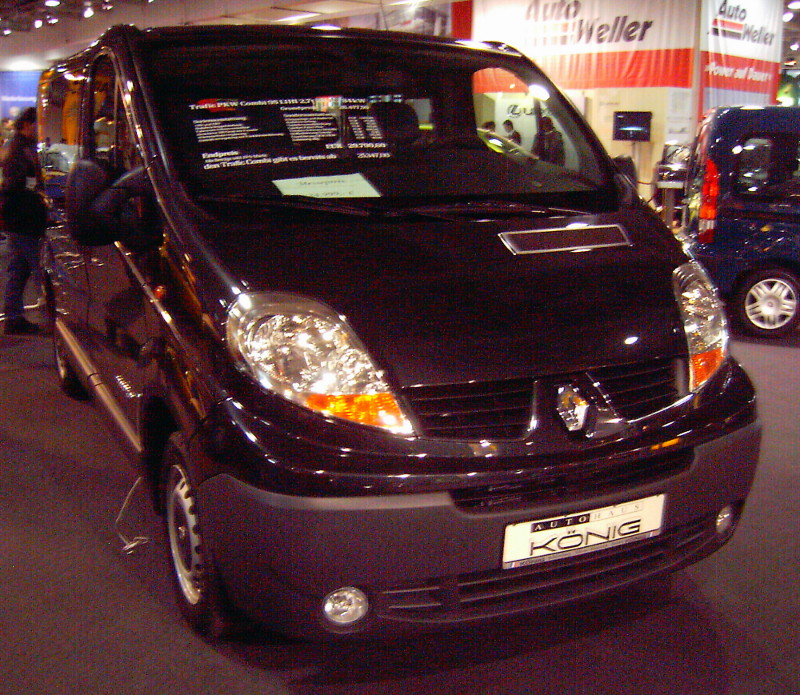
Renault Trafic
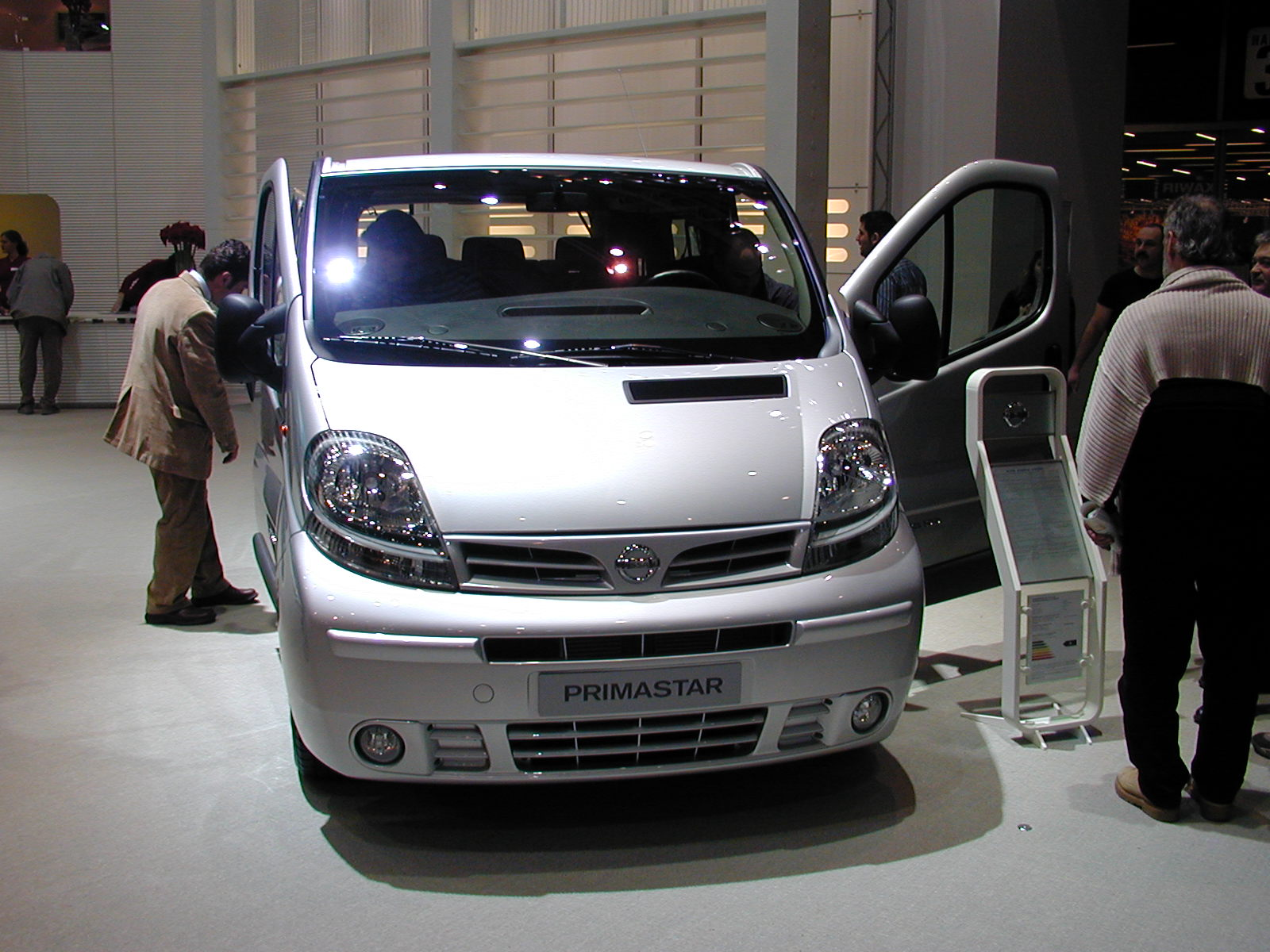
Nissan Primastar

Synergieën tussen Renault en Nissan worden systematisch gebruikt en gecreëerd. Zo zijn de voorheen 33 platforms in 2010 samengevoegd tot tien, wat in 2005 al voor 1,4 miljard dollar aan kosten heeft bespaard. De Nissan Micra, Renault Modus en andere modellen zijn gebaseerd op het gemeenschappelijke B-platform, het C-platform, waarop de Mégane en Scenic zijn gebaseerd, vormt de basis voor de compacte modellen van Nissan als de Almera.
Succesvolle modellen worden gebouwd in buitenlandse fabrieken van de partners, zoals de Renault Scenic bij de Mexicaanse Nissan-fabriek in Cuernavaca en de Nissan-pick-up bij de Renault-fabriek in Brazilië. Gezamenlijke logistiek en gezamenlijke verkoop versterken Nissan door de sterke aanwezigheid van Renault in Europa en Zuid-Amerika te benutten en Renault wordt versterkt door gebruik te maken van de sterke positie van Nissan in Oost-Azië, Noord-Amerika en Australië. Gemeenschappelijk zal de Indiase markt worden aangepakt.
In de jaren-2020 bleek de samenwerking niet opgewassen tegen de stormachtige ontwikkeling van de staatsgesteunde Chinese autoindustrie. De partners gaven elkaar ruimte om andere verbanden te ontwikkelen. Nissan zocht samenwerking met General Motors voor de fabricage van hibride modellen, maar dat liep stuk op de verdeling van de kosten. In januari 2024 werd het gesprek geopend met Honda, de grote concurrent op de thuismarkt.

## Strategische samenwerking met Daimler
De Renault-Nissan alliantie startte in 2010 een strategische samenwerking met Daimler AG. Bij het begin nam Daimler een aandelenbelang van 3,1% in Nissan en Renault, terwijl Nissan en Renault elk 1,55% van de Daimler-aandelen in handen kregen.
Gezamenlijke projecten:
- delen van motoren en aandrijvingen
- Renault Kangoo II als basis voor de Mercedes-Benz Citan
- gemeenschappelijke bodemgroep voor de Renault Twingo III en de Smart ForFour II
- Mercedes-Benz-motoren voor de Infiniti Q50
- Infiniti Q30 op basis voor de Mercedes-Benz A-Klasse
- Nissan Navara als basis voor de Renault Alaskan en de Mercedes-Benz X-Klasse

In maart 2021 verkocht Renault zijn hele aandelenbelang in Daimler voor 1,14 miljard euro. Nissan volgde korte tijd later en verkocht in mei alle 16,4 miljoen aandelen voor 1,15 miljard euro.
Na ruim tien jaar verkocht Daimler eind 2021 ook zijn Renault-aandelen ter waarde van ongeveer 300 miljoen euro. Dit betekent vooralsnog niet dat de twee partijen hun samenwerking ook zullen beëindigen, er blijft voorlopig sprake van overeenkomsten op motoren- en bedrijfswagengebied.

## Deelname aan AvtoVAZ

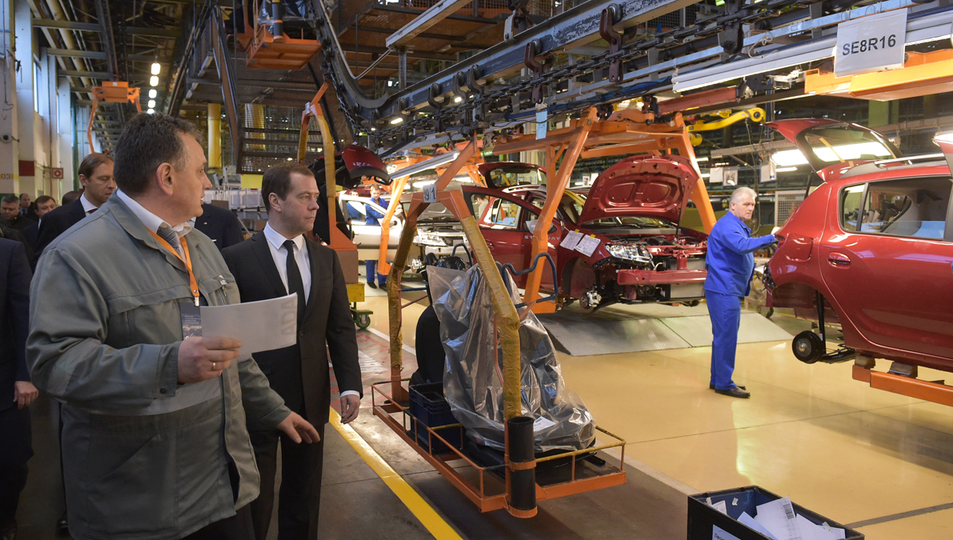
Productie van Renault/Dacia-modellen bij AvtoVAZ

De Renault-Nissan alliantie kondigde in december 2012 aan dat het een meerderheidsbelang wilde verwerven in de Russische autofabrikant AvtoVAZ via een joint venture genaamd Alliance Rostec Auto B.V.. Later nam Renault bij een herkapitalisatieoperatie van AvtoVAZ de aandelen die Nissan had in de holding over. Renault verhoogde daarmee haar belang in Alliance Rostec Auto B.V. tot 73,30%. Daardoor werd Renault samen met Rostec de enige aandeelhouder in de holding, waarbij Alliance Rostec Auto B.V. 74,5% van AvtoVAZ in bezit heeft.
AvtoVAZ produceert onder andere modellen van het merk Lada. De verkoopcijfers voor de Lada-modellen waren al opgenomen in de verkoopresultaten van 2013 van Renault-Nissan. Renault-Nissan wilde AvtoVAZ concurrerender maken door modernisering en Lada als het belangrijkste merk in Rusland voeren. Daarnaast werden modellen van de merken Renault, Nissan, Datsun en Infiniti aangeboden in Rusland. Technische synergieën werden ook gecreëerd met AvtoVAZ: de Datsun on-Do was gebaseerd op de Lada Granta en werd gebouwd in de AvtoVAZ-fabriek in Toljatti. AvtoVAZ is de grootste autofabrikant in Rusland en maakte meerdere modellen voor Renault-Nissan, bijna een kwart van de totale productie. De Renault Logan en Sandero (ook onder de merknaam Dacia) zijn ontworpen op het B-platform. Auto-onderdelen, waaronder motoren en versnellingsbakken, gemaakt door AvtoVAZ werden gemonteerd in modellen uit Toljatti of de Renault-fabriek in Moskou.
In maart 2022, na de Russische invasie van Oekraïne en internationale druk om dit te doen, gaf Renault aan het belang in AvtoVAZ te heroverwegen. In mei 2022 verkocht Renault alle aandelen aan NAMI, een onderzoeksinstituut in handen van de Russische staat. Renault verkocht ook zijn hele belang in Renault Rusland aan de stad Moskou. Renault heeft wel een optie om de aandelen AvtoVAZ binnen zes jaar terug te kopen.

## Binnenkomst van Nissan bij Mitsubishi
Volgens een aankondiging door Nissan op 12 mei 2016, heeft Nissan op 20 oktober 2016 in totaal 34% van de aandelen van Mitsubishi Motors verworven. In tegenstelling tot de deelname aan AvtoVAZ door de Renault-Nissan B.V. was het deze keer alleen de alliantiepartner Nissan die de aandelen kocht. Sindsdien maakt Mitsubishi deel uit van de alliantie Renault-Nissan.